# ناد رياضي

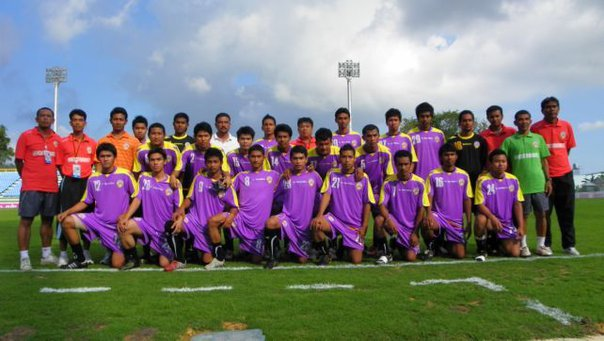
مجموعة من اللَّاعبين يشكلون ناديًا رياضيًا.

النادي الرياضي هو ناد ذو تنظيم خاص ويؤسس في بلدة أو حي مُعيّن ويتم الاعتراف به من قبل الجهات العامة ومن قبل الاتحاد الذي يتبع له.